# W. B. R. Lickorish
William Bernard Raymond Lickorish és un matemàtic britànic. És professor emèrit en topologia geomètrica al Departament de Matemàtiques Pures i Estadístiques Matemàtiques a la Universitat de Cambridge, i també un fellow emèrit de Pembroke College (Cambridge). Els seus interessos de recerca inclouen la topologia i la teoria de nusos. Fou un dels descobridors del polinomi de HOMFLY.
Lickorish es va doctorar de Cambridge el 1964. El 1991, Lickorish va rebre el Premi Senior Whitehead de la London Mathematical Society.

## Publicacions seleccionades
- Lickorish, W.B.R. «A Representation of Orientable Combinatorial 3-Manifolds». The Annals of Mathematics, 76, 3, 11-1962, pàg. 531–540. DOI: 10.2307/1970373. JSTOR: 1970373 [Consulta: 13 maig 2007].
- Freyd, P.; Yetter, D.; Hoste, J.; Lickorish, W.B.R.; Millett, K.; Ocneanu, A. «A New Polynomial Invariant of Knots and Links». Bulletin of the American Mathematical Society, 12, 2, 1985, pàg. 239–246. DOI: 10.1090/S0273-0979-1985-15361-3.
- Lickorish, W.B.R.. An Introduction to Knot Theory.  Springer, 1997. ISBN 0-387-98254-X.